# Eparchie Muvattupuzha
De eparchie Muvattupuzha (Latijn: Eparchia Muvattupuzhensis) is een Syro-Malankara-katholieke eparchie met als zetel Muvattupuzha, in India. De eparchie is suffragaan aan de aartseparchie Tiruvalla. 

## Geschiedenis
De eparchie werd opgericht op 19 december 2002, uit delen van de eparchie Tiruvalla, en was suffragaan aan de aartseparchie Trivandrum. Op 15 mei 2006 wisselde het van kerkprovincie en werd suffragaan aan de nieuw verheven aartseparchie Tiruvalla. 

## Parochies
De eparchie had in 2021 een oppervlakte van 36.000 km2 en telde 1.548.700 inwoners waarvan 0,9% rooms-katholiek was.

## Bisschoppen
- Thomas Koorilos Chakkalapadickal (15 januari 2003 - 26 maart 2007)
- Abraham Youlios Kackanatt (18 januari 2008 - 11 juni 2019)
- Yoohanon Theodosius Kochuthundil (11 juni 2019 - heden; coadjutor sinds 10 april 2018)

Tiruvalla (aartseparchie) · Battery · Muvattupuzha · Puthur